# Picton (Cheshire)
Picton – osada w Anglii, w hrabstwie ceremonialnym Cheshire, w dystrykcie (unitary authority) Cheshire West and Chester. Leży 6 km na północny wschód od miasta Chester i 267 km na północny zachód od Londynu. W 2001 miejscowość liczyła 58 mieszkańców.